# Rio das Pedras
Rio das Pedras is een gemeente in de Braziliaanse deelstaat São Paulo. De gemeente telt 28.478 inwoners (schatting 2009).

## Geografie

### Aangrenzende gemeenten
De gemeente grenst aan Capivari, Mombuca, Piracicaba, Saltinho en Santa Bárbara d'Oeste.

## Geboren
- Amílcar Barbuy (1893-1965), voetballer

## Religie
Het christendom is als volgt in de stad aanwezig:

### Katholieke Kerk
De katholieke kerk in de gemeente maakt deel uit van het bisdom Piracicaba.

### Protestantse Kerk
De meest uiteenlopende evangelische overtuigingen zijn aanwezig in de stad, voornamelijk pinkstergelovigen, waaronder onder meer de Assemblies of God in Brazilië (de grootste evangelische kerk van het land) en de Christelijke Congregatie in Brazilië. Deze denominaties groeien steeds meer in heel Brazilië.